# Taxon (tidskrift)
Taxon är en tidskrift som ges ut av International Association of Plant Taxonomy. Den behandlar ämnen relaterade till International Code of Botanical Nomenclature, såsom systematik, beskrivning av nya växt- och svampgrupper, samt förslag till ändringar och justeringar av de botaniska nomenklaturreglerna. Dess nuvarande chefredaktör[när?] är S. Robbert Gradstein vid universitetet i Göttingen, Tyskland.